# Domínio direto (Irlanda do Norte)
Na política da Irlanda do Norte, o governo direto (em irlandês: riail dhíreach) é a administração da Irlanda do Norte diretamente pelo governo do Reino Unido. Foi praticado por 26 anos consecutivos, entre 1972 e 1998, durante os Troubles, e desde então tem sido aplicado temporariamente durante as suspensões. O período mais recente de governo direto chegou ao fim em 8 de maio de 2007, quando o poder foi restaurado para a Assembleia da Irlanda do Norte após as eleições de abril e um acordo de partilha de poder entre os principais partidos.
Embora os assuntos cotidianos sob domínio direto fossem tratados por departamentos governamentais dentro da própria Irlanda do Norte, a política principal foi determinada pelo Escritório do Governo Britânico na Irlanda do Norte, sob a direção do Secretário de Estado para a Irlanda do Norte; e a legislação foi introduzida, alterada ou revogada por meio de Ordem em Conselho. O Domínio direto não significava que o povo da Irlanda do Norte não tivesse uma palavra a dizer sobre a forma como era governado; como outras partes do Reino Unido, eles elegeram (e ainda elegem) membros do parlamento para o Parlamento do Reino Unido, ao qual o Escritório da Irlanda do Norte é responsável. Mas resultou na existência de uma administração específica para a Irlanda do Norte, que não tinha um mandato especificamente norte-irlandês.